# ゲオルギー・ペトロシアン

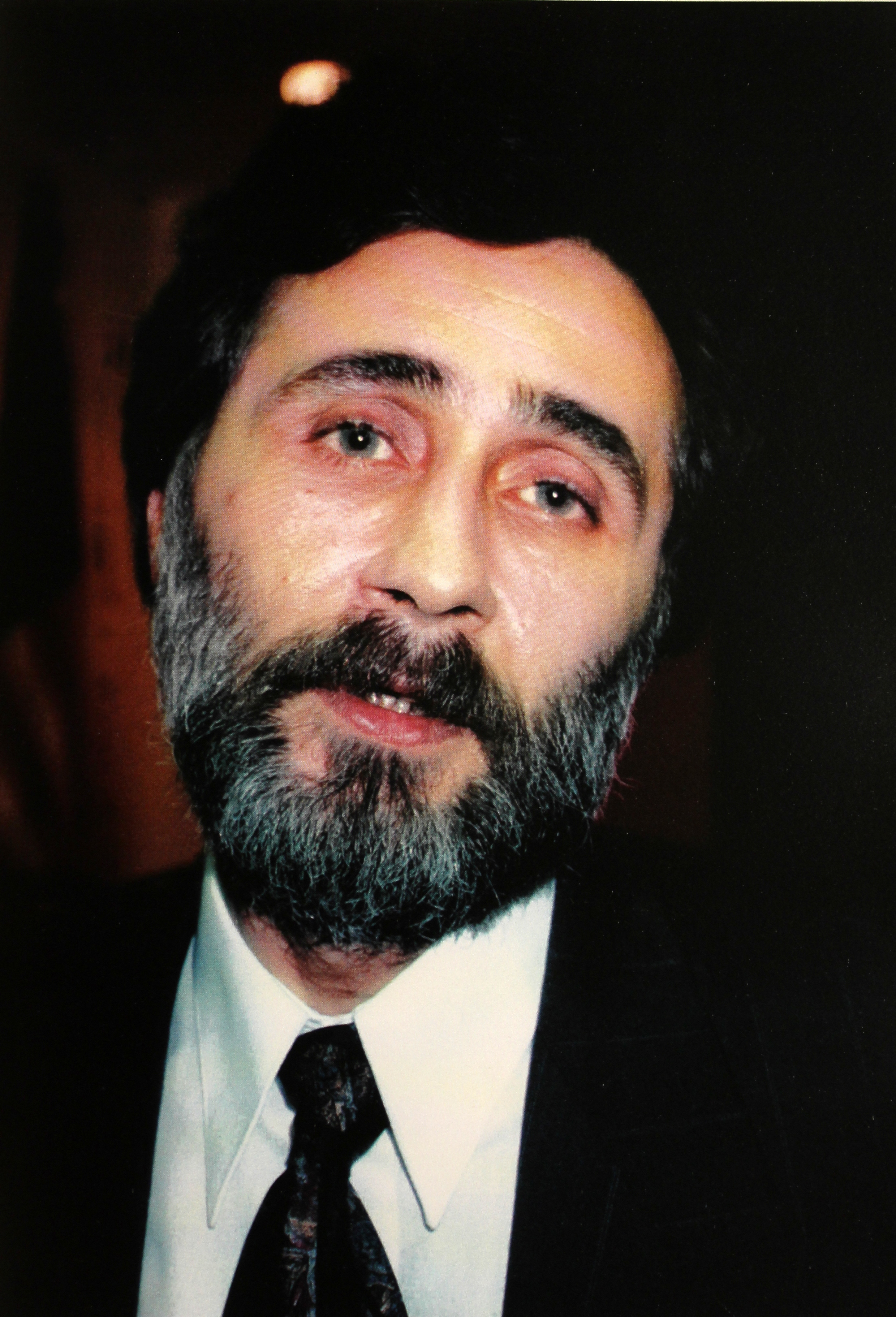
2013年

ゲオルギー・ミカイェリ・ペトロシアン（アルメニア語: Գեորգի Միքայելի Պետրոսյան、英語: Georgi Mikayeli Petrosian、1953年1月10日 - ）は、アルツァフ共和国の政治家。アルメニア人。アルメニア革命連盟の一員。
1988年から1990年にかけて、ナゴルノ=カラバフのアルメニアへの統合のための運動に参加し、翌年の議会選挙でアルメニア革命連盟が議席を獲得すると1992年1月から4月までナゴルノ=カラバフ共和国の最高会議副議長を務め、同年4月より議長代理を務めた。1993年6月に大統領代理を辞任した。2007年から2011年までナゴルノ=カラバフ共和国の外務大臣を務めた。